# Heracleum
Heracleum és un gènere de plantes herbàcies bianuals dins la família de les apiàcies. Conté unes 40 espècies. La seva distribució és a les zones temperades de l'hemisferi Nord i les altes muntanyes d'altres climes com en el cas d'Etiòpia. Als Països Catalans només es troba l'espècie, molt polimorfa, Heracleum sphondylium - amb el nom comú de bellerenca.

## Taxonomia
Aquest gènere va ser descrit per Linnaeus i publicat a Species Plantarum 1: 249–250. 1753. L'espècie tipus és: Heracleum sphondylium L.

## Algunes espècies
- Heracleum acontifolium
- Heracleum algeriense
- Heracleum alpinum
- Heracleum arcticum
- Heracleum basvicum
- Heracleum calcareum
- Heracleum candolleanum
- Heracleum idae
- Heracleum lanatum
- Heracleum mantegazzianum o Julivert gegant, expècie tòxica i invasora.
- Heracleum rapula
- Heracleum rigeus
- Heracleum setosum
- Heracleum sibiricum
- Heracleum sosnowskyi
- Heracleum sphondylium
- Heracleum verrososum
- Heracleum yunnanense